# Mirza Gulam Ahmad
Mirza Ghulam Ahmad (ur. 13 lutego 1835, zm. 26 maja 1908) – indyjski reformator religijny. Założyciel ahmadijji.
Urodził się w Qadian w Pendżabie na styku obszarów zamieszkiwanych przez wyznawców islamu i hinduizmu, co wywarło silny wpływ na jego późniejszą działalność. Początkowo był uważany za reformatora islamu (w duchu konserwatywnym), jednak gdy ogłosił się Mahdim, nowym mesjaszem i Jezusem, który powrócił, większość uczonych muzułmańskich uznała go za heretyka. Później ogłosił się kolejnym wcieleniem Kryszny, co jeszcze bardziej oburzyło konserwatystów.
Przez wyznawców uważany jest za proroka, bądź reformatora islamu, która to rozbieżność doprowadziła do podziału w łonie ahmadijji.